# گانا پوزنخیرنکو
گانا پوزنخیرنکو (اوکراینی: Ганна Сергіївна Позніхіренко؛ زادهٔ ۸ آوریل ۱۹۹۴) تنیس‌باز اهل اوکراین است.